# Liga Nacional de Guatemala 1976
La Liga Nacional de Guatemala 1976 es el vigésimo quinto torneo de Liga de fútbol de Guatemala. El campeón del torneo fue el  Municipal, consiguiendo su décimo título de liga.

## Formato
El formato del torneo era de todos contra todos a dos vueltas, donde los seis primeros lugares clasificaban hexagonal final; el primer lugar de la hexagonal final era el campeón.  En caso de empate por puntos se realizaría una serie extra de dos partidos a visita recíproca para determinar quien era el campeón.
En este torneo no hubo descenso, pese a jugarse una liguilla por no descender.
Por ganar el partido se otorgaban 2 puntos, si era empate era un punto, por perder el partido no se otorgaban puntos.

## Equipos participantes
| Club                | Ciudad              | Departamento   |
| ------------------- | ------------------- | -------------- |
| Ases del Minar      | Tiquisate           | Escuintla      |
| Aurora              | Ciudad de Guatemala | Guatemala      |
| Cobán Imperial      | Cobán               | Alta Verapaz   |
| Comunicaciones      | Ciudad de Guatemala | Guatemala      |
| Escuintla           | Escuintla           | Escuintla      |
| Galcasa             | Villa Nueva         | Guatemala      |
| JUCA                | Puerto Barrios      | Izabal         |
| Juventud Retalteca  | Retalhuleu          | Retalhuleu     |
| Municipal           | Ciudad de Guatemala | Guatemala      |
| Suchitepéquez       | Mazatenango         | Suchitepéquez  |
| Tipografía Nacional | Ciudad de Guatemala | Guatemala      |
| Universidad         | Ciudad de Guatemala | Guatemala      |
| Xelajú MC           | Quetzaltenango      | Quetzaltenango |
| Zacapa              | Zacapa              | Zacapa         |

### Equipos por Departamento
| Departamento                                      | N.º | Equipos                                                                       |
| ------------------------------------------------- | --- | ----------------------------------------------------------------------------- |
| Alta Verapaz                                      | 1   | Cobán Imperial                                                                |
| Escuintla                                         | 2   | Ases del Minar, Deportivo Escuintla.                                          |
| Guatemala                                         | 6   | Aurora, Comunicaciones, Galcasa, Municipal, Tipografía Nacional, Universidad. |
| Izabal                                            | 1   | JUCA                                                                          |
| Quetzaltenango                                    | 1   | Xelajú MC.                                                                    |
| Archivo:Coat of arms of Retalhuleu.gif Retalhuleu | 1   | Juventud Retalteca                                                            |
| Suchitepéquez                                     | 1   | Suchitepéquez                                                                 |
| Zacapa                                            | 1   | Zacapa                                                                        |

## Fase de clasificación
|  | Pos. | Equipos                   | PJ | PG | PE | PP | GF | GC | Dif. | PTS | Clasificación           |
|  | ---- | ------------------------- | -- | -- | -- | -- | -- | -- | ---- | --- | ----------------------- |
|  | 1º   | Comunicaciones            | 26 | 16 | 10 | 0  | 55 | 13 | +42  | 42  | Hexagonal de campeonato |
|  | 2º   | Aurora                    | 26 | 15 | 8  | 3  | 47 | 21 | +26  | 38  | Hexagonal de campeonato |
|  | 3º   | Municipal                 | 26 | 15 | 6  | 5  | 63 | 24 | +39  | 36  | Hexagonal de campeonato |
|  | 4º   | Tipografía Nacional       | 26 | 10 | 9  | 7  | 45 | 40 | +5   | 29  | Hexagonal de campeonato |
|  | 5º   | Juventud Católica         | 26 | 9  | 10 | 7  | 36 | 39 | -3   | 28  | Hexagonal de campeonato |
|  | 6º   | Zacapa                    | 26 | 9  | 9  | 8  | 30 | 39 | -9   | 27  | Hexagonal de campeonato |
|  | 7º   | Xelajú MC                 | 26 | 9  | 8  | 9  | 33 | 27 | +6   | 26  | Octagonal de descenso   |
|  | 8º   | Suchitepéquez             | 26 | 5  | 13 | 8  | 23 | 29 | -6   | 23  | Octagonal de descenso   |
|  | 9°   | Galcasa                   | 26 | 6  | 11 | 9  | 24 | 32 | -8   | 23  | Octagonal de descenso   |
|  | 10º  | Universidad de San Carlos | 26 | 6  | 9  | 11 | 28 | 35 | -7   | 21  | Octagonal de descenso   |
|  | 11°  | Juventud Retalteca        | 26 | 8  | 5  | 13 | 31 | 38 | -7   | 21  | Octagonal de descenso   |
|  | 12°  | Ases del Minar            | 26 | 3  | 13 | 10 | 31 | 39 | -8   | 19  | Octagonal de descenso   |
|  | 13°  | Cobán Imperial            | 26 | 4  | 9  | 13 | 24 | 62 | -38  | 17  | Octagonal de descenso   |
|  | 14°  | Escuintla                 | 26 | 2  | 10 | 14 | 24 | 56 | -32  | 14  | Octagonal de descenso   |
|  |      |                           |    |    |    |    |    |    |      |     |                         |

## Fase final

### Hexagonal de campeonato
|  | Pos. | Equipos             | PJ | PG | PE | PP | GF | GC | Dif. | PTS | Clasificación                                                                          |
|  | ---- | ------------------- | -- | -- | -- | -- | -- | -- | ---- | --- | -------------------------------------------------------------------------------------- |
|  | 1º   | Municipal           | 5  | 4  | 1  | 0  | 6  | 1  | +5   | 9   | Copa de Campeones de la Concacaf 1977 - 1ª fase Copa Fraternidad 1977 - Fase de grupos |
|  | 2º   | Comunicaciones      | 5  | 3  | 2  | 0  | 7  | 2  | +5   | 8   | Copa Fraternidad 1977 - Fase de grupos                                                 |
|  | 3º   | Aurora              | 5  | 2  | 1  | 2  | 7  | 5  | +2   | 5   | Copa Fraternidad 1977 - Fase de grupos                                                 |
|  | 4º   | Tipografía Nacional | 5  | 1  | 2  | 2  | 8  | 7  | +1   | 4   |                                                                                        |
|  | 5º   | Juventud Católica   | 5  | 1  | 1  | 3  | 5  | 11 | -6   | 3   |                                                                                        |
|  | 6º   | Zacapa              | 5  | 0  | 1  | 4  | 0  | 7  | -7   | 1   |                                                                                        |
|  |      |                     |    |    |    |    |    |    |      |     |                                                                                        |

### Octagonal por la permanencia
|  | Pos. | Equipos            | PJ | PG | PE | PP | GF | GC | Dif. | PTS | Clasificación    |
|  | ---- | ------------------ | -- | -- | -- | -- | -- | -- | ---- | --- | ---------------- |
|  | 1º   | Galcasa            | 26 | 16 | 10 | 0  | 55 | 13 | +42  | 42  | No hubo descenso |
|  | 2º   | Universidad SC     | 26 | 15 | 8  | 3  | 47 | 21 | +26  | 38  | No hubo descenso |
|  | 3º   | Escuintla          | 26 | 15 | 6  | 5  | 63 | 24 | +39  | 36  | No hubo descenso |
|  | 4º   | Cobán Imperial     | 26 | 10 | 9  | 7  | 45 | 40 | +5   | 29  | No hubo descenso |
|  | 5º   | Juventud Retalteca | 26 | 9  | 10 | 7  | 36 | 39 | -3   | 28  | No hubo descenso |
|  | 6º   | Ases del Minar     | 26 | 9  | 9  | 8  | 30 | 39 | -9   | 27  | No hubo descenso |
|  | 7º   | Xelajú MC          | 26 | 9  | 8  | 9  | 33 | 27 | +6   | 26  | No hubo descenso |
|  | 8º   | Suchitepéquez      | 26 | 5  | 13 | 8  | 23 | 29 | -6   | 23  | No hubo descenso |
|  |      |                    |    |    |    |    |    |    |      |     |                  |

Finalmente, se decidió que no habría descenso, expandiendo la liga a 16 equipos.

## Campeón
| Campeón Temporada 1976 |
| Municipal 10º Título   |
| ---------------------- |